# Боссоласко
Боссоласко (итал. Bossolasco) — коммуна в Италии, располагается в регионе Пьемонт, в провинции Кунео.
Население составляет 675 человек (2008 г.), плотность населения составляет 48 чел./км². Занимает площадь 14 км². Почтовый индекс — 12060. Телефонный код — 0173.
Покровителем коммуны почитается святой Иоанн Креститель, празднование 24 июня.

## Демография
Динамика населения:

## Администрация коммуны
- Телефон: 0173 799009
- Официальный сайт: http://www.comune.bossolasco.cn.it